# Fissidens blechnoides
Fissidens blechnoides är en bladmossart som beskrevs av Beever 1996. Fissidens blechnoides ingår i släktet fickmossor, och familjen Fissidentaceae. Inga underarter finns listade i Catalogue of Life.